# 纳基托什堂区
納基托什堂區（英語：Natchitoches Parish）是位於美國路易斯安那州西部的一個堂區。面積3,365平方公里。根據美國2000年人口普查，共有人口39,080人。治所納基托什 (Natchitoches)。
成立於1805年4月10日，是該州早最的十二個堂區之一。堂區名紀念一支印第安人。